# نوجينسك
نوجينسك (بالروسية: Ногинск) هي إحدى مدن روسيا في الكيان الفدرالي الروسي موسكو أوبلاست.

## أعلام
- رينات يانباييف
- ستانيسلاف سوروكين
- بافل ألكسندروف